# Tsikhisdziri
Tsikhisdziri (en géorgien: ციხისძირი) est un village de la municipalité de Kobouleti, dans la république autonome d'Adjarie, en Géorgie, sur la côte de la mer Noire, à 8 kilomètres au sud de la ville de Kobouleti. Tsikhisdziri abrite un site archéologique et les ruines d'une ville fortifiée de l'Antiquité tardive, qui est identifiée par les études comme la ville-forteresse romaine de Pétra.

## Archéologie

### Artefacts
Le site de Tsikhisdziri est situé sur une côte rocheuse de la mer Noire, dans le village moderne. L'étude archéologique du site a commencé en 1962 et a révélé plusieurs couches de peuplements humains et divers artefacts, dont les premières datent de l'âge du bronze, lorsque la zone faisait partie de la zone de culture colchidienne. Au nord de Tsikhisdziri, à Bobokvati, à environ 200 mètres de la côte, des colonies de dunes, datant du VIIIe siècle av. J.-C., ont été découvertes. Au cours des siècles suivants, une série d'anciennes colonies grecques ont été établies le long du littoral oriental de la mer Noire. Il n'y a aucune preuve littéraire qu'une colonie grecque existait à Tsikhisdziri, mais des fouilles archéologiques ont révélé les sépultures d'adultes et d'enfants dans des amphores du Ve siècle av. J.-C., réparties dans des niveaux de dunes plus anciennes. Les artefacts découverts à cet endroit comprennent un skyphos attique de type corinthien et des lécythe du peintre Haimon.
Une collection d'objets du IIIe siècle, bijoux en or, vases en argent et en bronze, perles et pièces de monnaie, maintenant connue sous le nom de trésor de Tsikhisdziri, y a été trouvée en 1907 puis acquise par le musée de l'Ermitage de Saint-Pétersbourg, en Russie. Une partie de cette collection est une intaille en cristal de roche représentant un homme barbu identifié comme l'empereur romain Lucius Verus, le dessin a été doré et la pierre a été polie pour permettre à l'image d'être vue à travers le matériau transparent. La présence romaine dans cette zone est également attestée par une grande brique trouvée dans les ruines de Tsikhisdziri, maintenant en possession du musée Janashia de Géorgie à Tbilissi, elle a été fabriquée dans un atelier militaire romain à Phasis et expédié vers le sud.

### Architecture
La forteresse de Tsikhisdziri était située sur deux collines côtières, reliées l'une à l'autre par des doubles murs. Sur le territoire de la citadelle, dont la superficie est d'environ 1,5 hectare, se trouvent les ruines d'une basilique à trois nefs du VIe siècle, avec sa narthex, son abside et des mosaïques au sol. Sur le site se trouvent également les vestiges de deux autres églises, l'une de la période paléochrétienne et l'autre datée du Haut Moyen Âge. Près de la basilique se trouvent un bain du VIe siècle et une citerne d'eau. Au nord de la citadelle se trouvent les ruines d'une colonie urbaine et des centaines de sépultures. Ces structures datent de la fin de l'Antiquité au Moyen Âge,.

## Historique

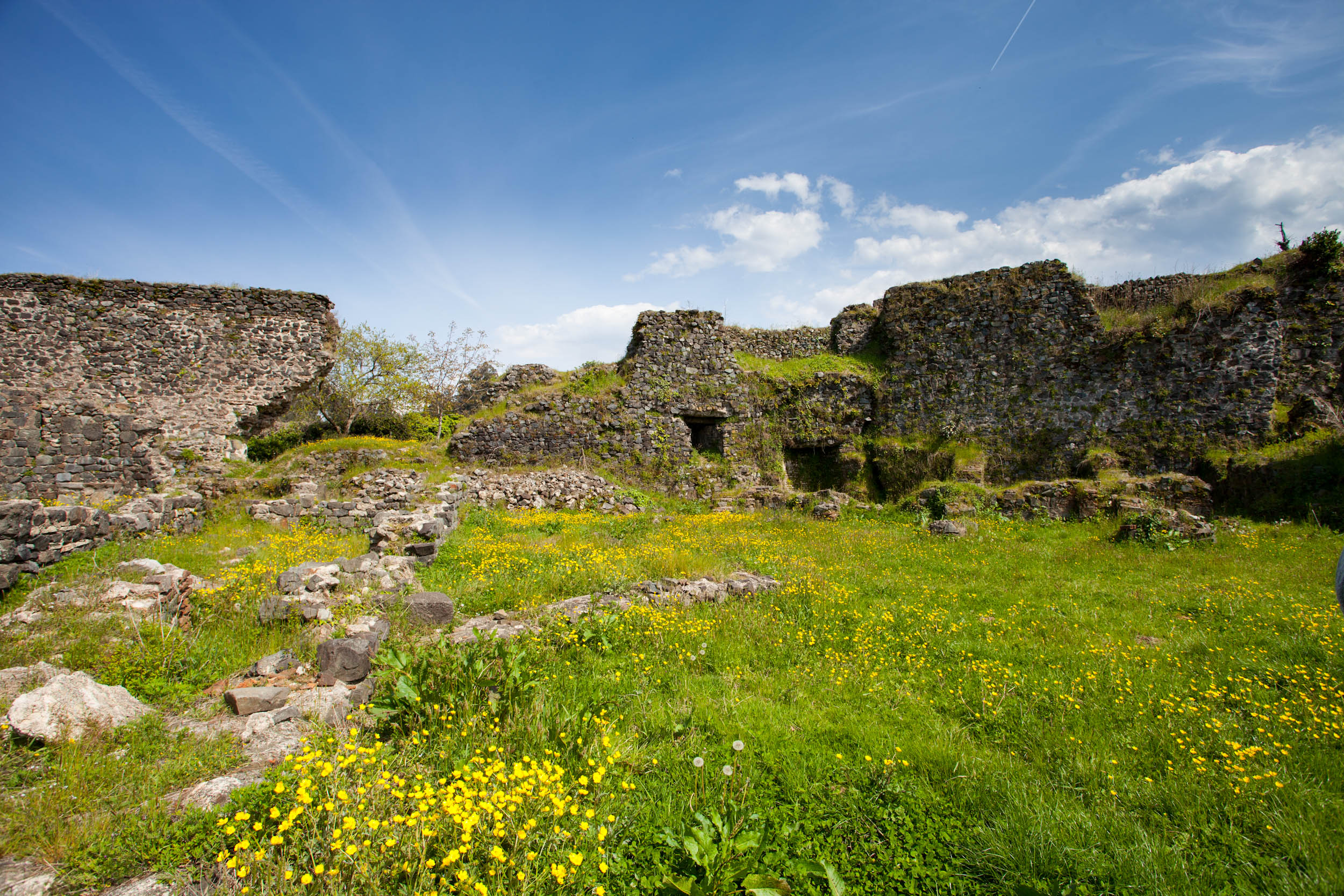
Les ruines de l'ancienne Petra

Le site de Tsikhisdziri est identifié par l'opinion scientifique dominante comme la ville-forteresse romaine de Petra, fondée à la demande de l'empereur Justinien Ier en 535. Après une série de batailles pour la possession de cette ville pendant la guerre lazique avec l'Iran sassanide, la ville est démolie par les Romains eux-mêmes pour l'empêcher de redevenir la cible de l'ennemi en 551.
Plus tard, le lieu a continué à abriter un bastion d'une certaine importance, la forteresse des Diables, mentionnée par le savant géorgien Prince Vakhoucht Bagration dans sa géographie de 1745.
À l'époque de Vakhushti, le village était sous l'emprise des ottomans. Pendant la guerre russo-turque (1828-1829), Tsikhisdziri, alors l'une des colonies frontalières entre l'Adjarie dominée par les ottomans et la Gourie sous contrôle russe, fut la scène de combats entre les deux empires. C'est à cet endroit qu'en septembre 1829, le commandant ottoman d'origine géorgienne, Ahmed-Pacha, repoussa une invasion du général russe Karl Hesse. Pendant la guerre russo-turque (1877-1878), l'armée ottomane fortifia fortement les hauteurs de Tsikhisdziri, ce qui leur permit de bloquer avec succès deux tentatives russes de capturer Tsikhisdziri et d'avancer vers Batoumi les 12 avril 1877 et 18 janvier 1878. Cependant, une éventuelle défaite dans la guerre a forcé les Ottomans à céder l'Adjarie à la Russie. À l'époque soviétique, Tsikhisdziri est devenue l'une des stations balnéaires du sud-ouest de la Géorgie, et est maintenant une destination estivale,.

## Population
Au recensement national de 2014, Tsikhisdziri comptait 2472 habitants. La plupart d'entre eux (97%) sont d'origine géorgienne.
| Population | 2002  | 2014  |
| ---------- | ----- | ----- |
| Total      | 2,253 | 2,472 |